# 伊達義城
伊達 義城（だて よしき）は、元アマチュア野球選手である。ポジションは投手。

## 来歴・人物
本庄高校で1963年夏の甲子園県予選の準決勝で小川亨や高橋博士らがいた宮崎商業高校に敗れ、甲子園出場を果たすことができなかった。高校卒業後は、社会人野球の電電九州に入団する。在籍時に、1966年のドラフト会議で近鉄バファローズから指名されたが拒否し、チームに残留した。1968年のドラフト会議でも東映フライヤーズから指名されたが、再び入団を拒否し、チームに残留した。その後、社会人野球でプレーし続け、1975年の都市対抗野球で、10年連続出場の表彰を受けている。